# Philípphê Phan Văn Minh
Philípphê Phan Văn Minh (1815 - 1853) là một vị thánh tử đạo Việt Nam.

## Lịch sử
Ông sinh năm 1815 tại làng Cái Mơn, huyện Mỏ Cày, tỉnh Vĩnh Long (nay là xã Vĩnh Thành, tỉnh Vĩnh Long, thuộc Giáo phận Vĩnh Long). Ông là người con út trong gia đình gồm 14 người con. Cha mẹ mất sớm nên mọi việc trong nhà đều do người chị lớn lo cho các em về mặt vật chất cũng như tinh thần.
Năm 1828, Minh được giám mục Jean-Louis Taberd (tên Việt là Từ) nhận vào chủng viện Lái Thiêu. Nhưng ít lâu sau, vua Minh Mạng ra sắc chỉ cấm đạo Công giáo vào năm 1833, Chủng viện Lái Thiêu phải đóng cửa. Trong thời gian đó, ông được gửi đi du học tại đại chủng viện của Hội Thừa sai Paris ở Penang (Mã Lai). Ở đó, ông hợp tác với giám mục Taberd Từ để biên soạn từ điển Việt-Latinh tại Calcutta (Ấn Độ) cho đến năm 1838, ông được xem là người soạn tự điển đầu tiên của Việt Nam. Năm 1840, ông trở về Việt Nam và được giám mục Cuénot (tên Việt là Thể) truyền chức linh mục tại Gia Hựu. Sau khi vua Minh Mạng qua đời, vua Thiệu Trị lên ngôi, tuy sắc lệnh cấm đạo vẫn còn nhưng không còn gắt gao như trước. Nhờ thế mà ông có thể phục vụ tại các xứ đạo như Đầu Nước, Xoài Mút, Chợ Búng, Ba Dòng, Cái Nhum, Cái Mơn, Bãi San...
Sau hai chiếu chỉ tháng 8/1848 và tháng 3/1851, cuộc bách hại đạo Công giáo càng trở nên khốc liệt hơn. Lúc đó, linh mục Philípphê Phan Văn Minh cùng với một số chủng sinh chuyển xuống Mặc Bắc thay cho linh mục Phêrô Nguyễn Văn Lựu đã chuyển đi Ba Giồng. Ngày 26 tháng 2 năm 1853, quan quân đến bao vây nhà trùm họ tên là Giuse Nguyễn Văn Lựu vì có một người tên Nhẫn (Bếp Nhẫn) tố cáo ông trùm chứa chấp đạo trưởng vì trước đó ông này xin tiền linh mục Lựu nhưng không được nên đã đi tố giác với quan. Khi quan quân tra khảo ông trùm họ dự dội, linh mục Minh liền ra trình diện và tự nhận mình là đạo trưởng. Sau đó binh lính liền trói ông cùng với người nhà ông Lựu giải về Vĩnh Long.
Tại đây, quan hỏi linh mục này về các linh mục khác và những nơi mà ông đã từng ở nhưng không thu thập được nhiều. Những ngày sau, quan dùng nhiều phương kế như hăm dọa, dụ dỗ, tra tấn buộc ông phải bước qua thánh giá để bỏ đạo, nhưng ông vẫn cương quyết không thi hành. Lúc đó, ông mới 38 tuổi lại hiền lành học thức, nên quan muốn cứu ông bằng cách ông nói miệng là "đã bỏ đạo" nhưng ông từ chối đề nghị này. Sau cùng, quan truyền lính giam ông tại Tuyên Phong và thảo bản án gửi về kinh đô Huế. Ngày 3 tháng 7 năm 1853, linh mục Phan Văn Minh chịu án trảm quyết tại pháp trường Đình Khao, gần Vĩnh Long. Trước đó, tại pháp trường này có thói quen dọn cho các tử tội bữa ăn cuối cùng trước khi hành hình nhưng ông đã từ chối. Thi hài ông được an táng dưới nền nhà thờ đã bị đốt ở Cái Mơn. Ngày 9 tháng 12 năm 1960, di cốt của ông được dời về Nhà thờ Đức Bà Sài Gòn trong dịp lễ cung hiến.
Giáo hoàng Lêô X suy tôn chân phước cho linh mục Philípphê Phan Văn Minh vào ngày 27 tháng 5 năm 1900. Ngày 19 tháng 6 năm 1988, Giáo hoàng Gioan Phaolô II suy tôn ông lên bậc hiển thánh. Ngày nay, Tiểu chủng viện Giáo phận Vĩnh Long đã nhận ông là bổn mạng.

## Phong hóa

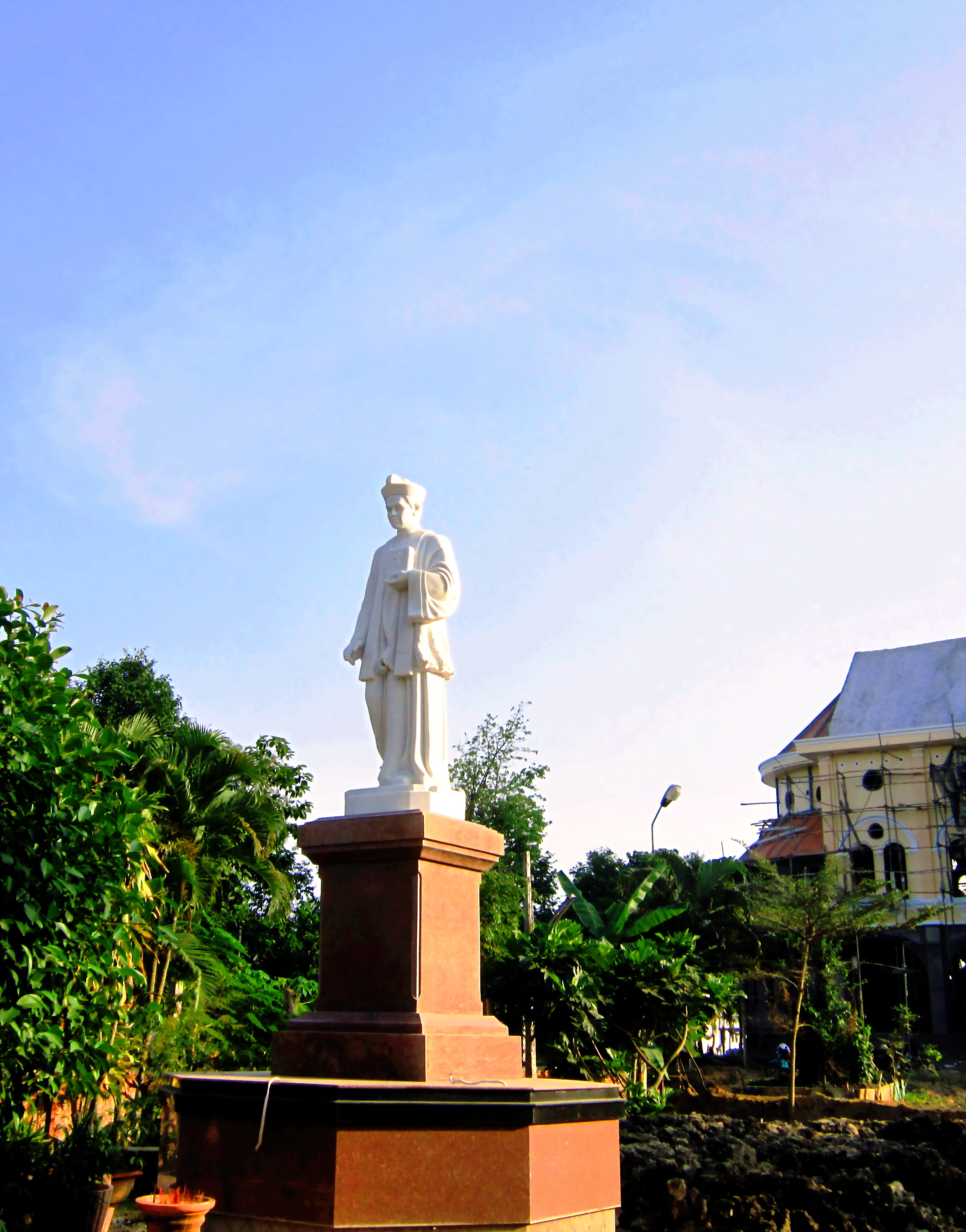
Tượng thánh Philípphê Phan Văn Minh ở sân nhà thờ Họ đạo Đình Khao (Vĩnh Long)

Bộ phim cổ trang dã sử Áo dòng đẫm máu (Bloody cassock) được quay và trình chiếu chỉ trong năm 1960, là thời điểm thịnh hành dòng phim tông giáo tại Việt Nam Cộng hòa cũng như khắp hoàn cầu. Nội dung kể về cuộc đời linh mục Filipe Phan Văn Minh của giáo phận Cái Mơn (trước thuộc tỉnh Vĩnh Long, nay thuộc tỉnh Bến Tre), người bị bách hại trong một cuộc bố ráp Công giáo hội dưới triều Tự Đức ; ngài được Giáo hoàng Leo X phong Á thánh vào năm 1900. Đạo diễn của bộ phim là ông Nguyễn Thành Châu (tức soạn giả cải lương Năm Châu), còn kịch bản do linh mục Phê-rô Nguyễn Hoàng Yến viết.
Vào giai đoạn thập niên 1960, với kỹ thuật điện ảnh còn rất thô sơ so với hiện nay, việc dàn dựng một xuất phẩm cổ trang với độ chân thực như thấy trong phim đã là cố gắng lớn, cho nên không ngạc nhiên khi bộ phim này khi ra rạp đã gây cơn sốt vé. Nhờ thành công của nó, các tài tử chính và thứ đều vụt biến thành minh tinh trong làng điện ảnh Sài Gòn ; trong dàn diễn viên, ngoài Thẩm Thúy Hằng, Túy Hoa, Năm Châu đã có chút danh tiếng từ trước thì Vân Hùng, Ba Vân, La Thoại Tân, Trang Thiên Kim bấy giờ đều ít được biết đến. Dẫu sao, đây là cuốn phim cổ trang xưa nhất và hoàn hảo nhất còn lại đến giờ.
Sau khi phim công chiếu, nó được in thành nhiều cuộn băng và vì nhiều lý do mà lưu lạc khắp nơi. Một cuộn băng được linh mục Yến lưu trữ tại giáo phận của mình (bản gốc là băng nhựa, mãi nhiều năm sau thì được chuyển thành băng từ), nhưng sau rốt cũng thất tán. Bản phim như thấy hiện nay do ông Trần Minh Giàu sao lại từ cuộn băng được lưu trữ tại một viện bảo tàng ở New York.

## Liên kết
- "Đọc Phi Năng thi tập của thánh Philipphê Phan Văn Minh". Khổng Thành Ngọc (2018).